# 由仁パーキングエリア
由仁パーキングエリア（ゆにパーキングエリア）は、北海道夕張郡由仁町川端にある道東自動車道のパーキングエリアである。
2013年（平成25年）7月13日に道東自動車道初のガソリンスタンドが上下線にオープンした。
売店施設は設置されていない。
ガソリンスタンドがありながら売店がない高速道路上の休憩施設は、全国で当PAのみである。ただし、期間限定で特設ブースが設置されることがある。2019年は4月から11月の間設置された。

## 歴史
- 2011年（平成23年）10月29日 - 供用開始。
- 2013年（平成25年）7月13日 - ガソリンスタンドオープン。

## 施設

### 上り線（千歳恵庭方面）
- 管理：ネクスコ東日本エリアトラクト[4]
- 駐車場[5]
  - 大型：8台
  - 小型：18台
  - 身障者用
    - 小型：1台
- トイレ[5]
  - 男性：大2（和式1・洋式１）・小4※オストメイト対応トイレ有[6]
  - 女性：8（和式1・洋式7）※オストメイト対応トイレ有[6]
    - 同伴の男児用：1

  - 身障者用
    - 共用：1
- パウダーコーナー[5]
- 自動販売機（24時間）[5]
- ハイウェイ情報ターミナル
- ガソリンスタンド（ENEOS（北海道エネルギー） 8:00 - 20:00）
- 給電スタンド[7]

### 下り線（帯広方面）
- 管理：ネクスコ東日本エリアトラクト[4]
- 駐車場[8]
  - 大型：8台
  - 小型：18台
  - 身障者用
    - 小型：1台
- トイレ[8]
  - 男性：大2（和式1・洋式１）・小4※オストメイト対応トイレ有[6]
  - 女性：8（和式1・洋式7）※オストメイト対応トイレ有[6]
    - 同伴の男児用：1

  - 身障者用
    - 共用：1
- パウダーコーナー[8]
- 自動販売機（24時間）[8]
- ハイウェイ情報ターミナル
- ガソリンスタンド（ENEOS（北海道エネルギー） 8:00 - 20:00）
- 給電スタンド[7]

## 隣
E38 道東自動車道
(2) 追分町IC - 由仁PA - (3) 夕張IC